# 穂高カントリークラブ
穂高カントリークラブ（ほたかカントリークラブ）は、長野県安曇野市穂高地区にあるゴルフ場である。

## 概要
1970年（昭和45年）2月、当時の南安曇郡穂高町の高山勇町長が「安曇野リゾート計画」に乗り出した。別荘地、ホテル、ゴルフ場などのリゾート施設の建設が目的で、「株式会社穂高本線開発公社」が設立された。
リゾート計画の総合プロデューサーに小林恒美が就任した。小林は静岡県伊豆で「大熱海国際ゴルフクラブ 熱海コース」（1962年（昭和37年）開場、 ジョー・アーネスト・クレイン設計）の開発に携わった実績があった。穂高町は、1954年（昭和29年）に町村合併により生まれ、合併の条件の一つに中房温泉からの引湯事業の実施があった。
1970年（昭和45年）8月、新たなゴルフ場の建設に向けて「株式会社穂高カントリー倶楽部」を設立し、初代社長に勝間敏雄が専務取締役に小林恒美が就任した。ゴルフ場の建設用地は、北アルプスの山麓の標高720mのほぼ平坦な斜面である。コース設計は、大熱海国際カントリークラブのコース設計をしたジョー・アーネスト・クレインに依頼した。クレインの設計方針は、アルプスの大自然が溶け込んだ、スケールと気品のあるコース造りだった。
コースは、1972年（昭和47年）10月5日、18ホール造成工事が完成し、開場された。開場後、巧妙にデザインされた戦略的コースで、クレインの晩年の代表作であると評された。

## 所在地
〒399-8305 長野県安曇野市穂高牧2195番地

## コース情報
- 開場日 - 1972年10月5日
- 設計者 - ジョー・アーネスト・クレイン
- 面積 - 690,000m2（約20.8万坪）
- コースタイプ - 林間コース
- コース - 18ホールズ、パー72、7,022ヤード、コースレート71.8
- フェアウェー - コウライ
- ラフ - ノシバ
- グリーン - 1グリーン、ベント（ペンクロス）
- ラウンドスタイル - 全組キャディ付、歩いてのラウンド、1組4人が原則、状況によりツーサム可、乗用カート(5人乗り)
- 練習場 - 12打席250ヤード
- 休場日 - 無休、12月中旬～3月初旬、3カ月間クローズ[2][3]

## クラブ情報
- ハウス面積 - 3,630m2（1,098坪）
- ハウス設計 - 平沢建築設計事務所
- ハウス施工 - 株式会社熊谷組[2][3]

## ギャラリー
- コース - [4]
- ハウス - [5]

## 交通アクセス
- 鉄道 - 大糸線（JR東日本） - 穂高駅より タクシー利用 約10分[6]
- 道路 - 長野自動車道 - 安曇野ICより 10km[6]

## メジャー選手権
- 1994年（平成6年） - 第27回 日本女子プロゴルフ選手権大会[7]

## 関連文献
- 『ゴルフ場ガイド 版』、2006-2007、「穂高カントリークラブ」、東京 ゴルフダイジェスト社、2006年5月、2021年8月日閲覧
- 『美しい日本のゴルフコース BEAUTIFUL GOLF CULTURE IN JAPAN 日本のゴルフ110年記念 ゴルフは日本の新しい伝統文化である』、ゴルフダイジェスト社「美しい日本のゴルフコース」編纂委員会編、「安曇野のリゾート計画は中房温泉からの引湯とゴルフ場の開発だった」、東京 ゴルフダイジェスト社、2013年12月、2021年8月日閲覧